# 進堂詠
進堂詠(拉丁语：introitus )是一首平常在基督教禮拜儀式初段之進堂禮同時頌唱的聖歌，有時禮儀開始之後也唱。進堂遊行包括神職人員、聖詠團在遊行十字架後方步行。進堂詠有時亦包括禮成詠，但在基督新教傳統上平常是首風琴聖詠（英語：organ voluntary）。

## 外部連結
- 维基词典中的词条「processional」